# Erodium botrys
Érodium en grappe, Bec-de-grue en grappe
Espèce
L'Érodium en grappe ou Bec-de-grue en grappe (Erodium botrys) est une espèce de plantes de la famille des Géraniacées.